# Victor Florescu
Victor Florescu (Chisináu, 5 de octubre de 1973) es un deportista moldavo que compitió en judo. Ganó una medalla de plata en el Campeonato Mundial de Judo de 1999, en la categoría de –90 kg.

## Palmarés internacional
| Campeonato Mundial | Campeonato Mundial       | Campeonato Mundial | Campeonato Mundial |
| Año                | Lugar                    | Medalla            | Categoría          |
| ------------------ | ------------------------ | ------------------ | ------------------ |
| 1999               | Birmingham (Reino Unido) | Medalla de plata   | –90 kg             |